# 一言主
一言主（ひとことぬし）は、日本の神である。

## 神話・歴史書の記述
『古事記』（712年）の下つ巻に登場するのが初出である。460年（雄略天皇4年）、雄略天皇が葛城山へ鹿狩りをしに行ったとき、紅紐の付いた青摺の衣を着た、天皇一行と全く同じ恰好の一行が向かいの尾根を歩いているのを見つけた。雄略天皇が名を問うと「吾は悪事も一言、善事も一言、言い離つ神。葛城の一言主の大神なり」と答えた。天皇は恐れ入り、弓や矢のほか、官吏たちの着ている衣服を脱がさせて一言主神に差し上げた。一言主神はそれを受け取り、天皇の一行を見送った、とある。
少し後の720年に書かれた『日本書紀』では、雄略天皇が一事主神（一言主神）に出会う所までは同じだが、自ら「現人の神」だと名乗り、その後共に狩りをして楽しんだと書かれていて、天皇と対等の立場になっている。時代が下がって797年に書かれた『続日本紀』の巻25では、高鴨神（一言主神）が天皇と獲物を争ったため、天皇の怒りに触れて土佐国に流された、と書かれている。これは、一言主を祀っていた賀茂朝臣氏の地位がこの間に低下したためではないかと言われている。（ただし、高鴨神は、現在高鴨神社に祀られている迦毛大御神こと味耜高彦根神であるとする説もある）
さらに、822年の『日本霊異記』では、一語主（一言主）は役行者（これも賀茂氏の一族である）に使役される神にまで地位が低下しており、役行者が伊豆国に流されたのは、不満を持った一言主が朝廷に讒言したためである、と書かれている。役行者は一言主を呪法で縛り、『日本霊異記』執筆の時点でもまだそれが解けないとある。
また、能の演目『葛城』では、女神とされている。

## 信仰
葛城山麓の奈良県御所市にある葛城一言主神社が全国の一言主神社の総本社となっている。地元では「いちごんさん」と呼ばれており、一言の願いであれば何でも聞き届ける神とされ、「無言まいり」の神として信仰されている。
このほか、『続日本紀』で流されたと書かれている土佐国には、一言主を祀る土佐神社があり土佐国一宮になっている。ただし、祀られているのは味鋤高彦根神であるとする説もあり、現在は両神ともが主祭神とされている。
名前の類似から、大国主命の子の事代主神と同一視されることもある。

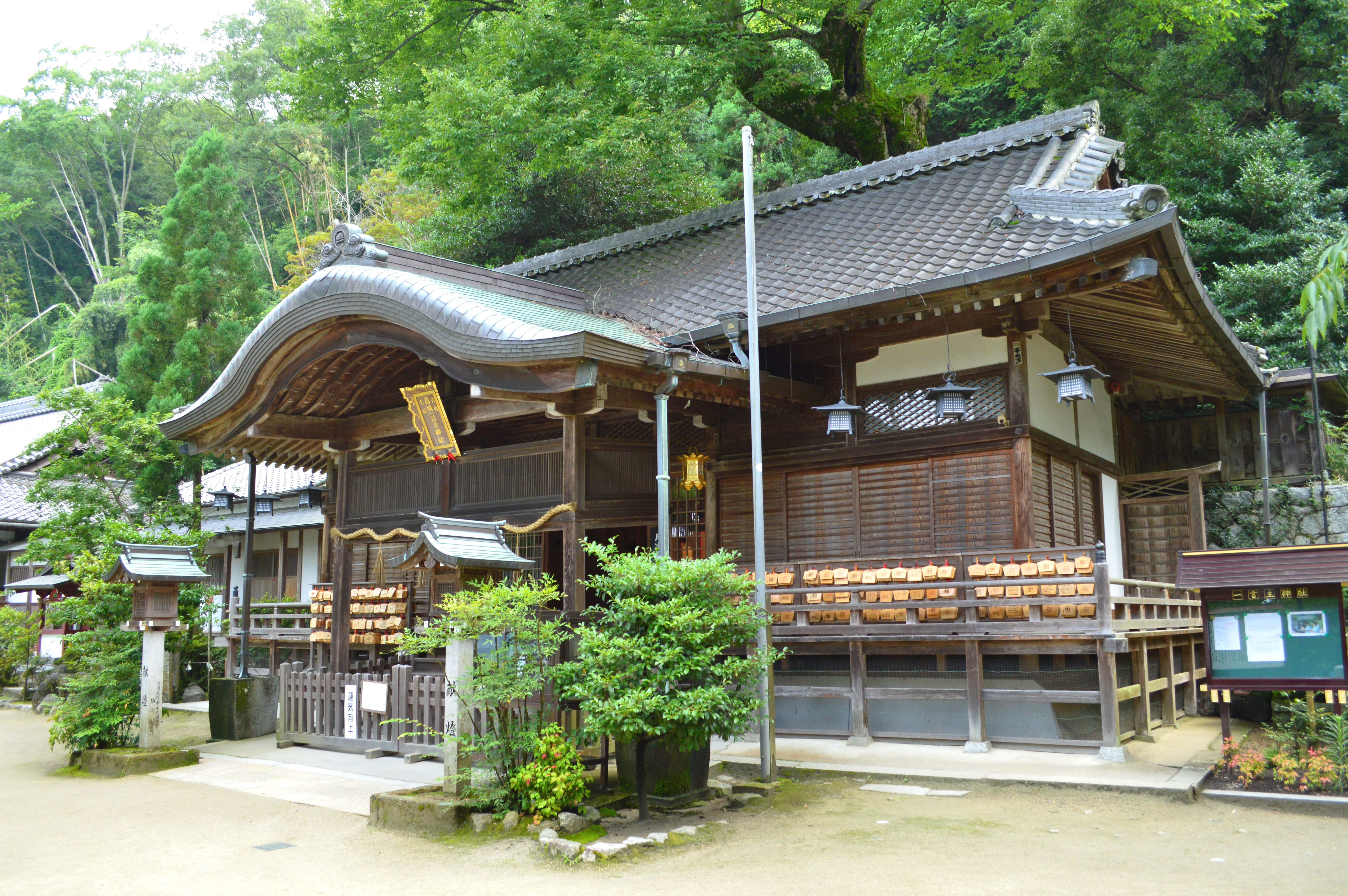
葛城一言主神社（総本社、奈良県御所市）
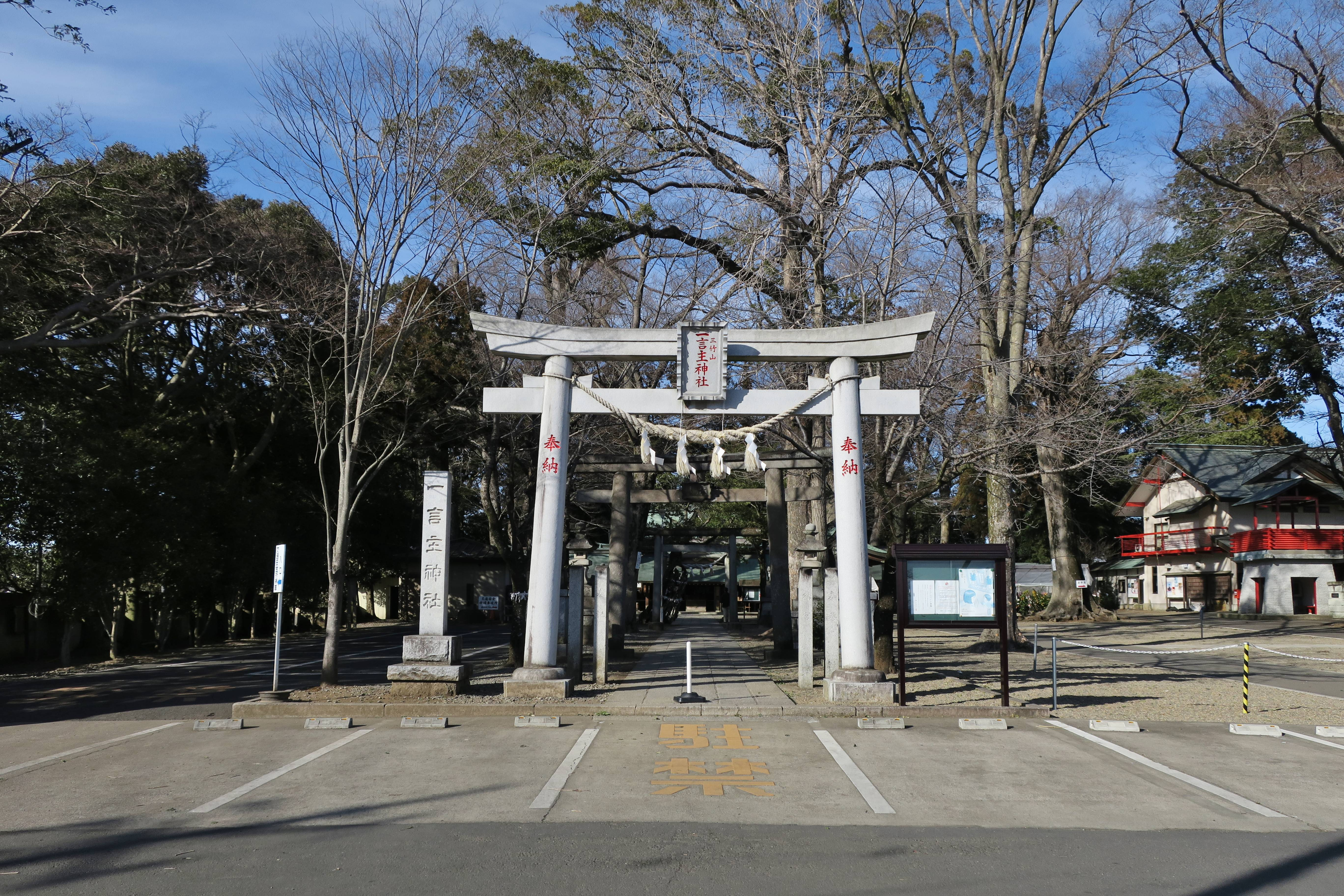
一言主神社（茨城県常総市）
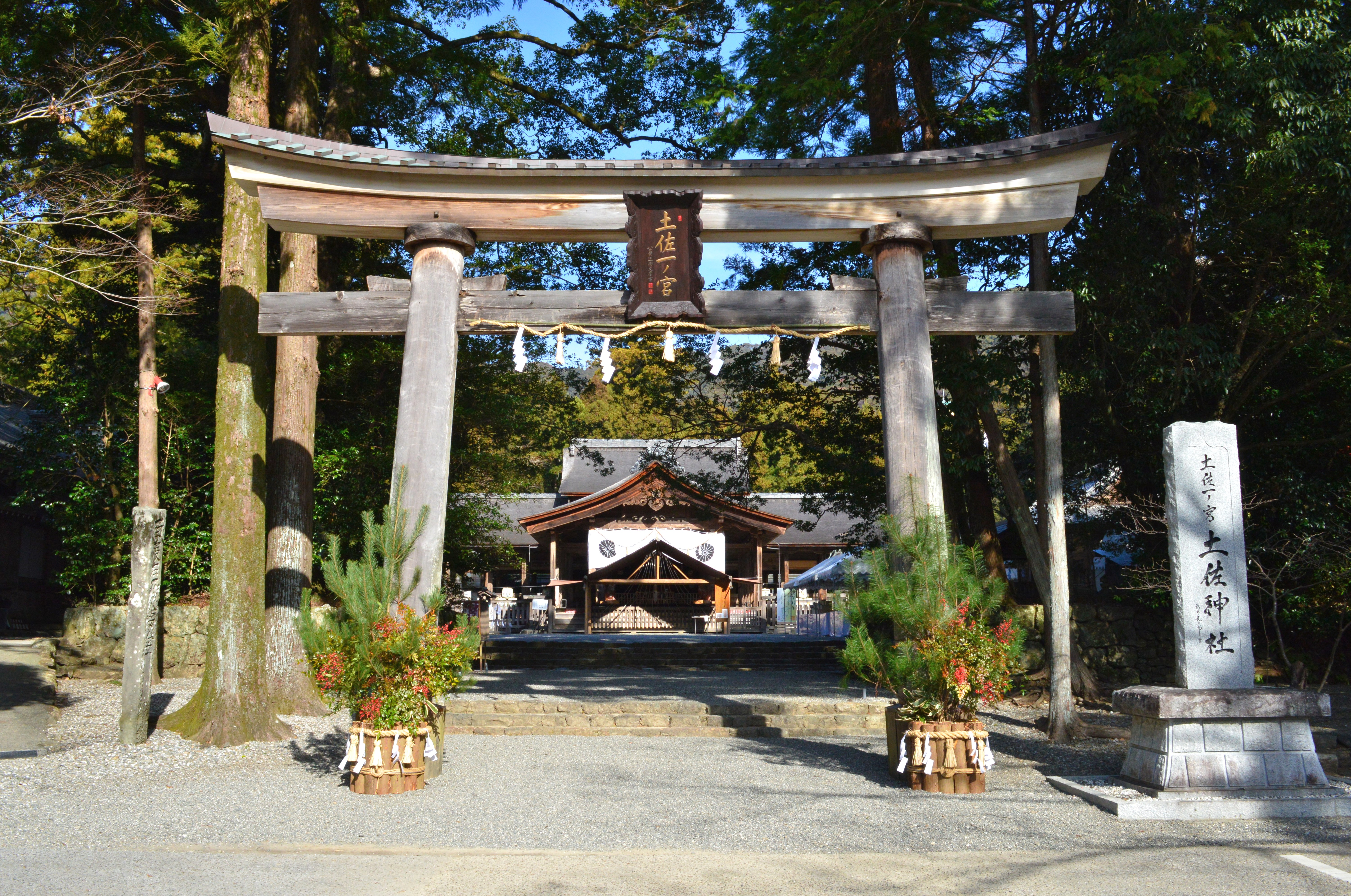
土佐神社（高知県高知市）